# Abisara burnii
Abisara burnii (tên phổ biến trong tiếng Anh: White-spotted Judy) là một loài bướm ngày thuộc họ Bướm ngao. Loài này được tìm thấy trong khu vực sinh thái Ấn – Mã.

## Phân loài
- Abisara burnii burnii (Assam)
- Abisara burnii timaeus (Fruhstorfer, 1904) (bắc Bán đảo Đông Dương)
- Abisara burnii assus Fruhstorfer, 1914 (nam Trung Quốc)
- Abisara burnii etymander (Fruhstorfer, 1908) (Đài Loan)